# Mary Rosse
Rt Hon. Mary Parsons, hraběnka z Rosse (rozená Mary Field; 1813 Bradford –1885), byla britská amatérská astronomka a průkopnická fotografka. Často známá jednoduše jako Mary Rosse, byla jednou z prvních fotografek zhotovující snímky z voskovaných papírových negativů.

## Život
Mary Parsons se narodila 14. dubna 1813 v Heaton Hall v Heatonu v Bradfordu v hrabství Yorkshire jako dcera Johna Wilmera Fielda, zámožného vlastníka nemovitostí.
Prostřednictvím své rodiny potkala tehdejšího lorda Oxmantowna (1800–1867), anglo-irského šlechtice, a dne 14. dubna 1836 se vzali. V únoru 1841 lord Oxmantown následoval svého otce v šlechtickém titulu rodiny a stal se 3. hrabětem z Rosse. Mary, baronka Oxmantown, se tak stala hraběnkou z Rosse.
Na počátku 40. let 20. století se pár začal zajímat o astronomii a Mary pomáhala svému manželovi, lordu Rosseovi, postavit obří dalekohled, který byl ve své době považován za technický zázrak. Byla uznávanou kovářkou – což bylo pro ženy vyšší třídy této doby velmi neobvyklé – a většinu kovářské práce, která dalekohled podporovala, zkonstruovala sama.
Během velkého hladomoru v Irsku v letech 1845–47 byla zodpovědná za organizaci více než pěti set mužů zaměstnaných v práci v zámku Birr, kde spolu s manželem žili.
Hraběnka z Rosse porodila jedenáct dětí, ale pouze čtyři přežily až do dospělosti:
- Lawrence Parsons, 4. hrabě z Rosse (17. listopadu 1840 – 30. srpna 1908)
- Reverend Randal Parsons (26. dubna 1848 – 15. listopadu 1936)
- Hon. Richard Clere Parsons (21. února 1851 – 26. ledna 1923) si zjevně získal jméno při stavbě železnic v Jižní Americe.
- Sir Charles Algernon Parsons (13. června 1854 – 11. února 1931), známý svým komerčním vývojem parní turbíny. Jeho manželka Lady Katherine Parsons[5] a jejich dcera Rachel Parsons byly zakladatelky Dámské inženýrské společnosti a její první a druhá prezidentka.[6]

Mary, vdova Countess Rosse, zemřela v roce 1885.

## Fotografie
V roce 1842 začal William Parsons experimentovat s daguerrotypickou fotografií a možná se naučil něco ze svého umění od svého známého Williama Henryho Foxe Talbota. V roce 1854 lord Rosse napsal Foxu Talbotovi a řekl, že i lady Rosse právě zahájila fotografování, a poslala několik příkladů její práce. Fox Talbot odpověděl, že některé z jejích fotografií dalekohledu „jsou vše, co si lze přát“. Lady Rosse se stala členkou Dublinské fotografické společnosti a v roce 1859 získala stříbrnou medaili za „nejlepší papírový negativ“ od Irské fotografické společnosti. Mnoho příkladů její fotografie je v archivu hradu Birr. Velká část topografie hradu Birr, kterou ztvárnila, se změnila jen velmi málo a je možné porovnat mnoho jejích fotografií se skutečnými místy.